# Son My-massakern
Son My-massakern (ibland benämnd Song My-massakern; vietnamesiska: thảm sát Sơn Mỹ) var ett massmord på 347 till 504 obeväpnade sydvietnamesiska medborgare den 16 mars 1968. Massakern, på engelska ofta kallad My Lai Massacre (vietnamesiska: thảm sát Mỹ Lai, [mi.˧˩˥'lɐːj˧˧]), genomfördes av amerikanska soldater under Vietnamkriget. Offren var civila och majoriteten av dem var kvinnor och barn.
Massakern förövades i de två sydvietnamesiska småbyarna My Lai och My Khe, en del av orten Son My i provinsen Quang Ngai. De amerikanska soldaternas kodnamn för Son My var Pinkville. Quang Ngai-provinsen var ett av FNL:s starkaste fästen och hade drabbats svårt av stridigheterna under Têt-offensiven.

## Förlopp

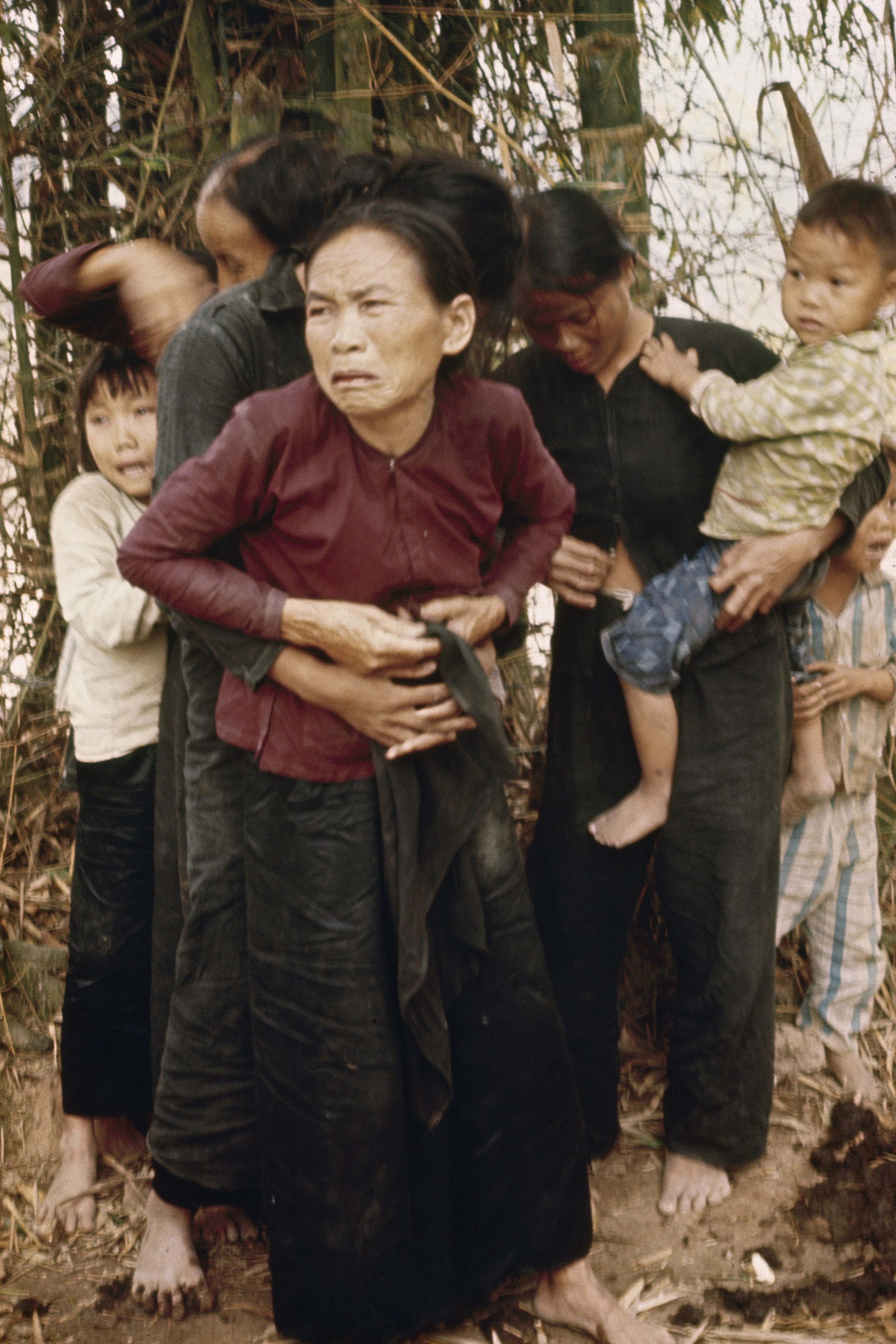
Kvinnor och barn strax innan de skjuts.

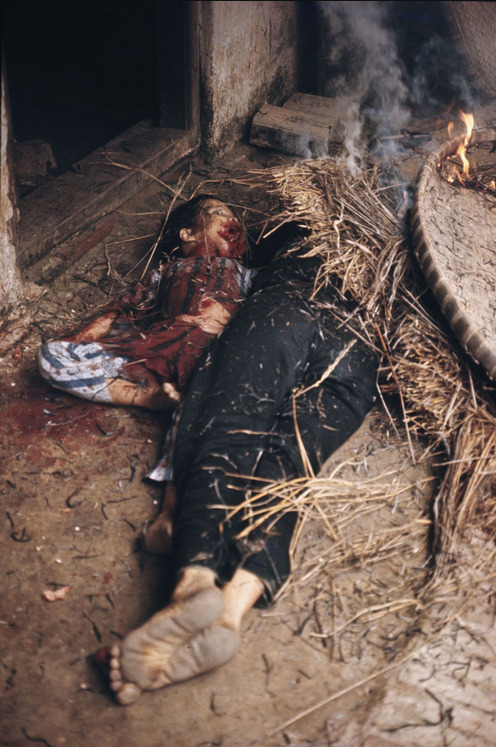
Kvinna och barn avrättade under massakern.

Under morgonen den 16 mars gick en pluton på 30 man från tredje kompaniet (Company C) ur den 11:e brigaden, 23:e infanteridivisionen, ledd av löjtnanten William Calley, bärsärkagång bland invånarna och boskapen i landsbygdsorten Son My. Baserat på en underrättelserapport hade de väntat sig att finna ett FNL-fäste, men istället möttes de av vanliga bybor, många av dem kvinnor och barn. Någon fientlig eldgivning rapporteras inte ha förekommit. Vittnesmål från Salvadore LaMartina, en av plutonsmedlemmarna, visar på massakerns ytterliga brutalitet: "Did you obey your orders? Yes, sir. What were your orders? Kill anything that breathed."
Alla i byn sköts ned med automatvapen; i flera fall föregicks morden av tortyr, våldtäkt och andra övergrepp. Exakt hur många bybor som omkom är okänt. Uppgifter har gjort gällande att det handlar om mellan 347 och 504 civilpersoner. Enligt USA:s armé dödades 347 vietnameser i massakern (exklusive offren i My Khe). Vietnamesiska myndigheter uppger att 504 människor mördades i byarna My Lai och My Khe.
En av de observationshelikoptrar som cirklade över området flögs av Hugh Thompson. Han såg att något inte stämde med de otaliga bybors lik som låg på marken, landade sin helikopter, begärde att få veta vad som försiggick men beordrades upp i luften igen av löjtnant Calley. Helikopterbesättningen insåg att en fullständig massaker på byborna pågick, lyfte men landade i ett annat hörn av byn för att skydda panikslagna, flyende vietnameser. Han konfronterade en befälhavande officer i tredje kompaniet som ville kasta ner handgranater i byns bombkällare och avbröt därmed massakern. På Thompsons order flögs åtminstone nio civila till säkerhet.
Thompson och de två andra besättningsmedlemmarna i helikoptern tilldelades trettio år efter massakern amerikanska arméns högsta utmärkelse (för situationer som inte är stridsrelaterade) "Soldier's Medal" för sitt ingripande i Son My.
Händelsen dokumenterades av arméfotografen Ronald L. Haeberle. Händelsen, som mörklades av militären, skulle troligen ha glömts bort om inte den menige soldaten Ronald Ridenhour, som inte själv deltog i massakern, hade börjat beskriva det hela i brev till amerikanska myndigheter; Ridenhour skrev ett trettiotal brev till Vita Huset, Pentagon, USA:s utrikesdepartement och kongressen. Även journalisten Seymour Hersh bidrog till att saken blev känd.

## Efterspel
Omedelbart efter massakern inleddes ett intensivt arbete för att skyla över händelserna. Hugh C. Thompson tilldelades Distinguished Flying Cross för att ha räddat ett vietnamesiskt barn "från korseld", trots att endast amerikanska soldater öppnat eld i byn. 1969 kallades han till kongressförhör där han hotades med krigsrätt för att ha intervenerat i massakern, kritiserades hårt av högt uppsatta politiker och fick senare även ta emot anonyma dödshot.
Vid en rättegång 1970 ställdes löjtnant William Calley till svars för massakern och dömdes året därpå till livstids fängelse för 22 fall av mord på vietnamesiska civila. Han behövde dock endast sitta tre dagar i militärt fängelse, eftersom straffet blev reducerat till husarrest på order från president Richard Nixon. Han fick villkorlig frigivning 1974, efter tre och ett halvt år av sitt straff avtjänat. En hyllningssång tillägnad Calley, The Battle Hymn of Lt. Calley spelades in 1971 och sålde på fyra dagar mer än en miljon exemplar i USA. Den officiella amerikanska utredningen av massakern, utförd av den trestjärnige generalen William Reeds, kom fram till att över två dussin officerare borde ställas inför krigsrätt, inklusive den befälhavande generalen för Calleys division. Calley var dock den enda som dömdes för inblandning i händelsen.
Bildbevisen, den efteråt framkomna dokumentationen och ögonvittnesskildringarna från massakern gav slagkraft åt den internationella proteströrelsen mot Vietnamkriget. Nästan 40 år efter Son My-massakern har det framkommit minst 320 ytterligare fall av bekräftade krigsförbrytelser utförda av amerikanska trupper varav sju omfattande massakrer på civila.